# Akil Gjakova
Akil Gjakova (Pejë, 4 gennaio 1996) è un judoka kosovaro.

## Biografia
È fratello di Nora Gjakova, anche lei judoka di caratura internazionale.
Ha fatto parte della spedizione kossovara ai Giochi europei di Baku 2015.
Ai Giochi della Francofonia di Abidjan 2017 ha vinto la medaglia d'oro nei 73 kg, battendo in finale il marocchino Ahmed El Meziati.
Ai Giochi del Mediterraneo di Tarragona 2018 si è aggiudicato la medaglia d'oro nel torneo dei 73 kg, precedendo sul podio il turco Bilal Çiloğlu, l'italiano	Fabio Basile e l'egiziano Mohamed Mohyeldin.
Ha partecipato ai Giochi europei di Minsk 2019.
Si è laureato campione continentale ai europei di Lisbona 2021 nella categoria 73 kg, superando in finale l'israeliano Tohar Butbul.
Ha rappresentato il Kosovo ai Giochi olimpici estivi di Tokyo 2020 ed è stato alfiere della sua nazionale durante la cerimonia d'apertura, assieme a Majlinda Kelmendi. È stato eliminato al primo turno dei ripescaggi del torneo dei 73 kg dall'azero Rüstəm Orucov; in precedenza era stato estromessa dal tabellone principale ai quarti dal mongolo Tsend-Ochir Tsogtbaatar, dopo aver superato nell'ordine l'egiziano Ahmed Ayash, lo svizzero Nils Stump e lo svedese Tommy Macias nei primi tre turni.

## Palmarès
- Europei

Lisbona 2021: oro nei -73 kg;
- Giochi del Mediterraneo

Tarragona 2018: oro nei -73 kg;
- Giochi della Francofonia

Abidjan 2017: oro nei -73 kg;
- Campionati europei under 23

Tel Aviv 2016: bronzo nei -73kg;
Podgorica 2017: argento nei -73kg.
Győr 2018: oro nei -73 kg;
- Campionati europei cadetti

Tallinn 2011: oro nei 66kg.

### Vittorie nel circuito IJF
| Data             | Località | Paese   | Categoria  |
| ---------------- | -------- | ------- | ---------- |
| 10 febbraio 2018 | Parigi   | Francia | Grand Slam |
| 28 luglio 2018   | Zagabria | Croazia | Grand Prix |